# 我们信仰上帝
我们信仰上帝是美利坚合众国、佛罗里达州與尼加拉瓜的官方格言。
这句格言首先出现于南北战争期间。因着基督教的影响，这一格言首次出现在美国于1864年发行的两美分硬币上。1956年，在面對共產主義的蘇聯無神論政權下，一项国会法案获得通过，“我们信仰上帝”正式成为了美国的官方格言。在《美国法典》第36编302条中写道：“‘我们信仰上帝’为国家格言。”

## 历史

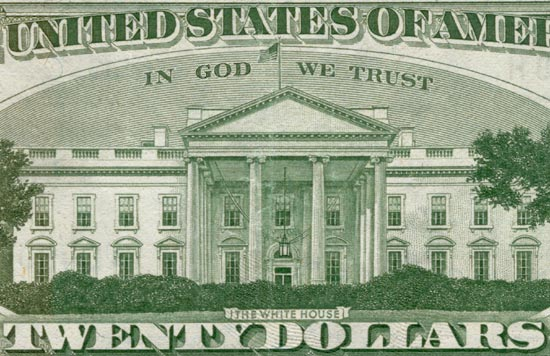
印有“我们信仰上帝”的20元美元紙鈔

1782年，格言“合众为一”（E Pluribus Unum）开始被用在美国国徽上。它还出现在美元硬币以及纸币上，并被普遍认为是美国事实上的国家格言。然而，直到1956年，“我们信仰上帝”才被正式确立为官方认可的国家格言。1956年的美国国会记录裡写道：“目前美国仍没有官方认可的国家格言。国会认为‘我们信仰上帝’（In God We Trust）是最合适的美国国家格言。”
“我们信仰上帝”的一种可能的出处是美国国歌《星条旗》的最后一节。《星条旗》由弗朗西斯·斯科特·基创作于1814年。这首歌包含了该短语的早期版本：“这就是我们的格言：‘上帝是我们的信仰’。”（And this be our motto: 'In God is our trust'）另一个可能的来源是亚伯拉罕·林肯的私人秘书海约翰。作为布朗大学的毕业生，其校训“In Deo Speramus”，正是拉丁文的“我们信仰上帝”。

## 当今使用
美国南北战争时期日益增长的宗教感情是格言“我们信仰上帝”（In God We Trust）出现在美国硬币上的主要原因。美国财政部長萨蒙·P·蔡斯接到了很多来自全国各地的虔诚的基督教徒的请求，希望美国在硬币加上对上帝的认同。根据财政部的记录，第一次收到这样的请求是在1861年11月13日，是由宾夕法尼亚州德利镇（Ridley）福音牧师M·R·瓦特肯森（M. R. Watkinson）写给秘书萨蒙·波特兰·蔡斯的。
另外，‘我们信仰上帝’的西班牙语翻译“En Dios Confiamos”也是尼加拉瓜的官方格言。

## 个别州的使用
「我們信仰上帝」這句格言可以在喬治亞州州旗、密西西比州州旗、佛羅里達州州旗和佛羅里達州州徽上找到。在2001年，本格言被喬治亞州政府使用於旗上，並在2003年正式加入州旗中。自2007年始，本格言也可以在佛羅里達州、印第安那州、北卡羅來納州、南卡羅萊那州和俄亥俄州的車輛號牌上找到。
在2006年，根據州長傑布·布希簽署通過的一項法律，「我們信仰上帝」成了佛羅里達州的州格言。2008年5月28日，州長查理·克里斯特（Charlie Crist）簽署了參議院734號法案（Senate Bill 734），修改了該州的特種車牌法（specialty license plates law (320.08056)），讓寫著「我們信仰上帝」的車牌成為居民可以使用的合法車牌。

## 成为国家格言
在美国国会第八十四届会议(P.L. 84-140)上通过了一项相关法律，它同时也在1956年7月30日获得了总统的认可。总统艾森豪认可一项联合决议，并宣布“我们信仰上帝”作为美利坚合众国的国家格言。国会也在之前一年规定把出现在所有美元货币上的文字作为对付冷战的手段：“这些日子里，极权和无神论的共产主义肆机攻击和破坏自由，提醒我们所有人我们信仰上帝的这个不言而喻的真理就显得十分适当，只要这个国家信仰上帝，这个真理就会显扬。”

## 法律地位
在发行货币时使用这个格言是法律规定的。虽然有几部法律发挥作用，但是1908年3月18日的法令却经常受到引用，它规定了这个格言的使用（尽管这部法律规定的没有包括分币，而五美分的钱币直到1938年才加上了这句格言）自从1938年，所有硬币上都印有这句格言。这句格言的使用获得允许，但是1873年的法律却没有这个规定。1957年至1966年这句格言被加在纸币上。在the Establishment Clause of the First Amendment 之下的Aronow v. United States和其他的法律抗议已经遭到法庭驳回。

## 争议
这句格言由于很多样的原因而遭到反对，但是仍然受到广大美国人民的支持。根据2003年的盖洛普民意测验，90%的美国人支持这种美金钱币上的印字，包括無宗教信仰的美國人。
美国宪法第一修正案指出美国国会不能立法来维护一种宗教的建立（設立國教）。批评家指出这句在钱币上印着的格言隱含一个宗教，或者一个出于公家的教会。美國最高法院支持了这句格言的使用，因为它“通过反复背诵已经失去了任何显著的宗教内容”；所谓的"ceremonial deism"（自然神論儀式）法令已经失去了其“历史、特色以及上下文”。在相关决议中，比如Zorach v. Clauson，最高法院指出美国的“制度是以上帝存在为前提的”并指出政府对上帝的认可不等于一个国家教会的成立。后者宪法撰写者是极力反对的。此外，宗教，因為上帝（God）一詞並不涉及任何一個宗教，可以指為基督教的神，也可指為美國原住民的本土民間神靈。
美國宪法学者拒绝向一些法官宣誓，这些法官把历史内容加入到他们所相信应该是简略圣经诠释的东西。一些积极分子把纸币上的这句格言抹去，以此方式表示抗议。
尽管美國法律禁止在某些特定情况下损坏和涂改钱币，但是现存在案的记录中还没有一例是由于此行为而受到检举的，而聯邦儲備局也频繁再次发行类似的损坏钱币。
在政策性反对之外，著名的美國总统老罗斯福，对于把此格言放置在钱币上的行为也发起争论，因为他认为把「神」這個稱呼放在鈔票上，实在渎神，這是因為《十誡》中，有不可妄稱耶和華神的名，更何況「錢」這麼俗氣的東西。